# Paraphaula porosa
Paraphaula porosa är en skalbaggsart som beskrevs av Fuchs 1963. Paraphaula porosa ingår i släktet Paraphaula och familjen långhorningar. Inga underarter finns listade i Catalogue of Life.